# Jorge Navarro

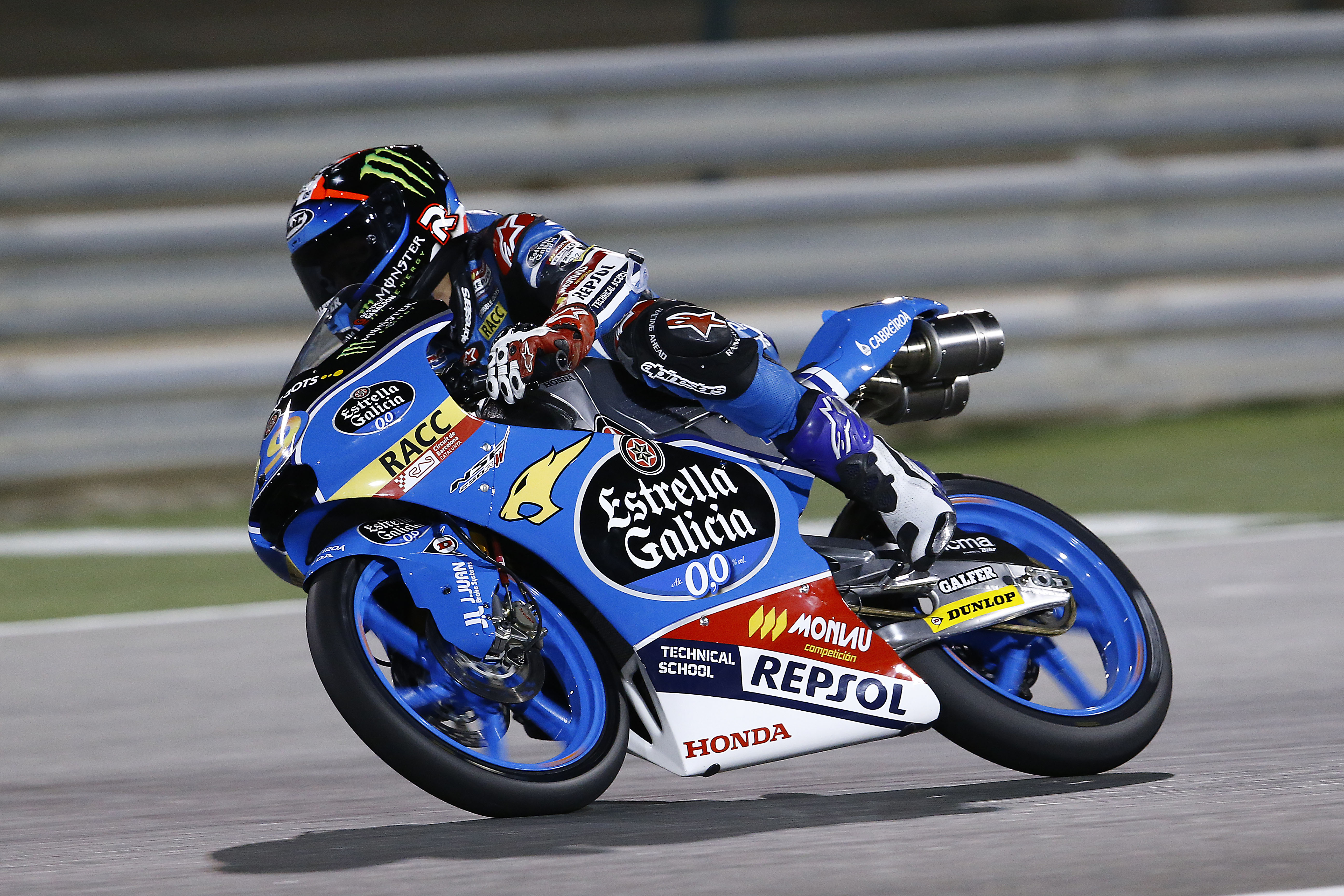
Navarro 2016 in Katar

Jorge Navarro Sánchez (* 3. Februar 1996 in Puebla de Vallbona) ist ein spanischer Motorradrennfahrer, der zurzeit in der Moto2-Klasse der Motorrad-Weltmeisterschaft für Forward Racing an den Start geht.

## Karriere

### Moto3-Klasse
Jorge Navarro bestritt sein erstes Rennen in der Motorrad-Weltmeisterschaft als Wildcard-Fahrer beim Großen Preis von Aragonien im Jahr 2012 in der Moto3-Klasse. Nach zwei weiteren Wildcard-Einsätzen im Jahr 2013 wurde er 2014 vom Marc VDS Racing Team als Ersatz für Livio Loi verpflichtet. Seine erste vollständige Saison bestritt Navarro 2015 im Team Estrella Galicia 0,0 in der Moto3-Klasse auf Honda. Er konnte in dieser Saison auch sein erstes Podium beim Großen Preis von Aragonien feiern und schloss die Saison als Gesamt-Siebter ab. 2016 startete er für dasselbe Team und feierte seinen ersten Sieg beim Großen Preis von Katalonien. Nach einem weiteren Sieg in Aragonien und insgesamt fünf Podestplätzen erreichte er in der Gesamtwertung hinter Brad Binder und Enea Bastianini Rang drei, obwohl er weniger Punkte gesammelt hatte als im Vorjahr.

### Moto2-Klasse
Zur Saison 2017 wechselte er zum Gresini-Team von Fausto Gresini in die Moto2-Klasse der und ersetzte dort Sam Lowes.

## Statistik

### Erfolge
- 2015 – Moto3-Rookie of the Year auf Honda
- 2 Grand-Prix-Siege

### In der Motorrad-Weltmeisterschaft
(Stand: Großer Preis von Österreich, 17. August 2025)
| Saison | Klasse | Team                       | Motorrad   | Rennen | Siege | Zweiter | Dritter | Poles | Schn. Runden | Punkte | Ergebnis |
| ------ | ------ | -------------------------- | ---------- | ------ | ----- | ------- | ------- | ----- | ------------ | ------ | -------- |
| 2012   | Moto3  | Bradol Larresport          | Honda      | 1      | –     | –       | –       | –     | –            | 0      | –        |
| 2013   | Moto3  | Cuna de Campeones          | Honda      | 2      | –     | –       | –       | –     | –            | 0      | –        |
| 2014   | Moto3  | Marc VDS Racing Team       | Kalex-KTM  | 9      | –     | –       | –       | –     | –            | 11     | 23.      |
| 2015   | Moto3  | Estrella Galicia 0,0       | Honda      | 17     | –     | 2       | 2       | 1     | 1            | 157    | 7.       |
| 2016   | Moto3  | Estrella Galicia 0,0       | Honda      | 17     | 2     | 2       | 1       | –     | –            | 150    | 3.       |
| 2017   | Moto2  | Federal Oil Gresini Moto2  | Kalex      | 17     | –     | –       | –       | –     | –            | 60     | 14.      |
| 2018   | Moto2  | Federal Oil Gresini Moto2  | Kalex      | 18     | –     | –       | –       | –     | –            | 58     | 13.      |
| 2019   | Moto2  | Beta Tools Speed Up Racing | Speed Up   | 19     | –     | 4       | 4       | 4     | 2            | 226    | 4.       |
| 2020   | Moto2  | Beta Tools Speed Up Racing | Speed Up   | 15     | –     | –       | –       | –     | –            | 58     | 17.      |
| 2021   | Moto2  | Lightech Speed Up          | Boscoscuro | 18     | –     | –       | 1       | –     | 1            | 106    | 9.       |
| 2022   | Moto2  | Flexbox HP40               | Kalex      | 18     | –     | –       | 1       | –     | –            | 83     | 14.      |
| 2024   | Moto2  | Klint Forward Factory Team | Forward    | 3      | –     | –       | –       | –     | –            | 27     | 23.      |
| 2024   | Moto2  | American Racing Team       | Kalex      | 3      | –     | 1       | –       | 1     | –            | 27     | 23.      |
| 2025   | Moto2  | Klint Forward Factory Team | Forward    | 13     | –     | –       | −       | –     | –            | 3      | 28.      |
| Gesamt | Gesamt | Gesamt                     | Gesamt     | 170    | 2     | 9       | 9       | 6     | 4            | 939    |          |

Grand-Prix-Siege
| Saison | Klasse | Rennen               |
| ------ | ------ | -------------------- |
| 2016   | Moto3  | Katalonien Aragonien |

### In der Supersport-Weltmeisterschaft
(Stand: Saisonende 2024)
| Saison | Team                             | Motorrad                 | Rennen | Rennen | Siege | Zweiter | Dritter | Dritter | Poles | Schn. Runden | Schn. Runden | Punkte | Punkte | Ergebnis |
| ------ | -------------------------------- | ------------------------ | ------ | ------ | ----- | ------- | ------- | ------- | ----- | ------------ | ------------ | ------ | ------ | -------- |
| 2023   | Ten Kate Racing Yamaha           | Yamaha YZF-R 6           | 24     | 24     | –     | –       | 1       | 1       | –     | –            | –            | 163    | 163    | 7.       |
| 2024   | WRP-RT Motorsport by SKM-Triumph | Triumph Street Triple RS | 6      | 24     | –     | –       | –       | 2       | –     | 1            | 1            | 45     | 192    | 6.       |
| 2024   | Orelac Racing Verdnatura         | Ducati Panigale V2       | 18     | 24     | –     | –       | 2       | 2       | –     | –            | 1            | 147    | 192    | 6.       |
| Gesamt | Gesamt                           | Gesamt                   | 48     | 48     | 0     | 0       | 3       | 3       | 0     | 1            | 1            | 355    | 355    |          |

## Verweise